# Polytrichophora brunneifrons
Polytrichophora brunneifrons är en tvåvingeart som först beskrevs av Meijere 1916.  Polytrichophora brunneifrons ingår i släktet Polytrichophora och familjen vattenflugor. Inga underarter finns listade i Catalogue of Life.